# Kawasaki C-1
Kawasaki C-1 je dvomotorno reaktivno vojaško transportno letalo, ki so ga razvili na Japonskem. Razvoj se je začel leta 1996, ko so Japonske letalske sile hotele zamenjavo za batno gnane (propelerske) Curtisse C-46 Commando. Proizvodnja se je začela leta 1971 in je obsegala 31 letal. Letalo je še vedno v uporabi pri Japonskih letalskih silah. 
Slabost letala je sorazmerno kratek dolet, ki je ob polnem tovoru samo 1300 kilometrov.

## Specifikacije (Kawasaki C-1)
Podatki iz Jane's All The World's Aircraft 1976–77
Splošne karakteristike
- Posadka: 5
- Število sedežev: 60 vojakov ali 45 padalcev ali 36 medicinskih nosil ali tovor
- Dolžina: 29,00 m (95 ft 1¾ in)
- Razpon kril: 30,60 m (100 ft 4¾ in)
- Višina: 9,99 m (32 ft 9¼ in)
- Površina kril: 120,5 m² (1297 ft²)
- Teža praznega letala: 23320 kg (53410 lb)
- Maks. vzletna teža: 38700 kg (85320 lb)
- Pogon letala: 2 × Mitsubishi turbofan (licenčna verzija motorja Pratt & Whitney JT8D-M-9), 64,5 kN (14500 lbf) vsak

 Zmogljivost 
- Maks. hitrost: 806 km/h (435 vozlov, 501 mph) na vipini 7620 m (25000 ft)  pri teži 35450 kg
- Potovalna hitrost: 657 km/h (354 vozlov, 408 mph) na višini 10670 m (35000 ft) pri teži 35450 kg
- Doseg: 1300 km (700 nmi, 806 milj) (maks. tovor)
- Višina leta: 11600 m (38000 ft)
- Hitrost vzpenjanja: 17,8 m/s (3500 ft/min)